# 미주리 과학기술 대학교
미주리 과학기술 대학교(Missouri University of Science and Technology, S&T)는 미국 미주리주 롤라에 위치한 공립 연구형 대학이다. 미주리 대학교 시스템에 속하는 학교이다. 2022년 기준 7,083명 학생 대부분이 공학, 사업, 과학, 수학을 학습한다. 미주리 S&T는 비즈니스 및 경영 시스템, 정보과학, 기술, 과학, 사회과학, 인문학, 예술 부문에서 학위 프로그램들을 제공한다.